# Pollenia atramentaria
Pollenia atramentaria är en tvåvingeart som först beskrevs av Johann Wilhelm Meigen 1826.  Pollenia atramentaria ingår i släktet vindsflugor, och familjen spyflugor. Inga underarter finns listade i Catalogue of Life.